# Los Banos (Kalifornien)
Los Banos (span.: Los Baños) ist eine Stadt im Merced County im US-Bundesstaat Kalifornien mit 45.532 Einwohnern (Stand: 2020). Das Stadtgebiet hat eine Größe von 21,1 km². Südwestlich der Stadt liegt das Los Banos Reservoir. Zu Ehren von Henry Miller wurde in der Stadt eine Statue von ihm aufgestellt.

## Söhne und Töchter der Stadt
- Tony Coelho (* 1942), Politiker
- Maude Apatow (* 1997), Schauspielerin
- Iris Apatow (* 2002), Schauspielerin